# لاکونیا (تنسی)
لاکونیا (به انگلیسی: Laconia) یک منطقهٔ مسکونی در ایالات متحده آمریکا است که در شهرستان فایت، تنسی واقع شده است. لاکونیا ۱۳۱٫۹۸ متر بالاتر از سطح دریا واقع شده است.